# 安纳·德·诺瓦耶
安纳·德·诺瓦耶，第一代诺瓦耶公爵（Anne, 1er duc de Noailles，1613年—1678年2月15日），诺瓦耶伯爵安托万之孙。他曾在路易十四早年的投石黨運動中發揮重要作用，再次成为鲁西永省都督（captain-general）并于1663年晉封為第一代诺瓦耶公爵。 
| 新爵位 | 诺瓦耶公爵 1663年－1678年 | 繼任： 安妮·朱爾·德諾瓦耶 |